# Spirit TV
Spirit TV ist ein privater Fernsehsender aus Deutschland, der von der CSP Counseling Studio Productions GmbH betrieben wird und sich hauptsächlich mit Astrologie und weiteren esoterischen Themen befasst. Er wird über Satellit, Kabel und über das Internet auf dem Videoportal YouTube verbreitet.
Spirit TV sendet seit dem 1. Januar 2025 über den Satelliten Astra 19,2° Ost auf derselben Frequenz wie der Fernsehsender Astro TV, der am 27. Dezember 2024 seinen Betrieb einstellte.

## Geschichte
Spirit TV ist eine Marke der CSP Counseling Studio Productions GmbH, die ursprünglich von Daniel Lang und seinem damaligen Partner Torsten Kolibal gegründet wurde.
Nach dem Ausscheiden Kolibals im März 2025 führt Daniel Lang als alleiniger Geschäftsführer den Sender weiter. Heute gehört Spirit TV der CSP Counseling Studio Productions GmbH, die zu gleichen Teilen im Besitz von Linda Giese, Thomas Raschke und Daniel Lang ist.
Seit Mai 2025 ist der Sender auch über Vodafone Deutschland zu empfangen.

## Programm
Das Programm beschäftigt sich, wie schon das des Vorgängersenders AstroTV, hauptsächlich mit Astrologie, Horoskopen, Hellsehen und Kartenlegen. Neben Call-in-Sendungen, in denen sich Zuschauer über eine kostenpflichtige Mehrwertnummer beraten lassen können, umfasst das Angebot auch Teleshopping-Formate.